# Seznam španskih vojaških osebnosti
Seznam španskih vojaških osebnosti je krovni seznam.

## Seznami
- seznam španskih admiralov
- seznam španskih generalov
- seznam španskih letalskih asov
- seznam španskih obveščevalcev
- seznam španskih ostrostrelcev
- seznam španskih vohunov
- seznam španskih vojaških diplomatov
- seznam španskih vojaških pilotov
- seznam španskih vojaških teoretikov
- seznam španskih vojskovodij